# 黑粗尾蠍
黑粗尾蠍（學名：Parabuthus transvaalicus）分布於南非、波札那、莫三比克還有辛巴威等地區。
這種蠍子分布於非洲南部的乾旱地帶。
可以生長至90-110毫米（3.5-4.3吋） 呈現出暗褐色或者是黑色 。它的鉗子非常的輕薄但尾巴卻非常的粗壯，尾刺與其餘尾巴的大小粗壯程度相同。多於夜間活動白天隱藏於岩石底部或者是自挖的淺洞中休息。

## 外部連結
- Parabuthus transvaalicus （页面存档备份，存于）